# نووو کوریتو
نووو کوریتو (به صربی: Novo Korito) یک منطقهٔ مسکونی در صربستان است که در کنگاژواتس واقع شده‌است. نووو کوریتو ۲۰۸ نفر جمعیت دارد.